# Josep Maria Cruzet i Sanfeliu
Josep M. Cruzet (Barcelona, 25 d'octubre de 1903 - 17 de febrer de 1962) fou un editor català. El fons de Josep M. Cruzet es conserva a la Biblioteca de Catalunya.

## Obra editorial[calcitació]
El 1924 fundà, amb Antoni López Llausàs i amb Manuel Borràs la Llibreria Catalònia de Barcelona, que revolucionà el negoci llibreter a Barcelona en incorporar la venda de revistes i diaris a l'entrada de l'establiment. Inicialment, la llibreria obria a la plaça de Catalunya, cantonada amb el Portal de l'Àngel, i posteriorment es traslladà a la Ronda de Sant Pere.
Acabada la guerra, enmig de grans dificultats, aconsegueix reprendre les edicions literàries en llengua catalana.
El 1946 crea l'Editorial Selecta, amb la qual va donar a conèixer al gran públic de postguerra l'obra de Josep Pla i edita un gran nombre d'autors clàssics i de joves escriptors i poetes. L'obra editorial de la Selecta es materialitza en tres grans col·leccions: la «Biblioteca Selecta», la «Biblioteca Perenne» i la «Biblioteca Excelsa».
Mitjançant una nova editorial, Editorial Aedos, el 1950 crea la «Biblioteca Biogràfica Catalana Aedos». Hi editarà llibres biogràfics de grans personatges, mitjançant obres de gran qualitat estilística. N'és un exemple la biografia Verdaguer: el sacerdot, el poeta i el món de Sebastià Juan Arbó.
El 1951 institueix els Premis de Santa Llúcia, a través del Joanot Martorell de novel·la i de l'Aedos de biografia catalana. Posteriorment, hi afegirà el Víctor Català de narracions el 1953, el Josep Ixart d'Assaigs el1956 i el P. Maspons i Camarasa de monografies comarcals el 1959.
El 1955 crea l'Enciclopèdia Catalana, a través de la qual editarà diversos títols de gran format dedicats a enaltir les glòries catalanes.